# Brady Gilmore
Brady Gilmore, né le 14 avril 2001, est un coureur cycliste australien.

## Biographie
Brady Gilmore se révèle lors de la saison 2022 en devenant champion d'Océanie sur route espoirs, après avoir terminé deuxième derrière James Fouché de la course combinée avec les élites,. Il devient ensuite membre de l'Australian Cycling Academy, avec laquelle il participe pour la première fois à des courses en Europe. Aux championnats d'Océanie 2023, il devient champion d'Océanie du contre-la-montre espoirs et termine de nouveau deuxième de la course en ligne.
Après avoir déjà roulé en tant que stagiaire pour l'équipe Israel-Premier Tech en fin de saison 2023, Gilmore devient membre de l'équipe de développement Israel-Premier Tech Academy en septembre 2024. Début 2025, il est utilisé à plusieurs reprises dans l'UCI ProTeam Israel-Premier Tech, pour laquelle il remporte d'abord deux victoires d'étape au Tour du Rwanda, puis une étape et le classement général du Tour de Taiwan. En avril 2025, il remporte la quatrième étape et le classement général du Circuit des Ardennes international. Il s'agit de ses premiers succès en Europe.

## Palmarès
- 2022
  -  Champion d'Océanie sur route espoirs
- 2023
  -  Champion d'Océanie du contre-la-montre espoirs
  - Tour de Brisbane
  - 2e du championnat d'Australie sur route espoirs
  -  Médaillé d'argent du championnat d'Océanie sur route
  -  Médaillé d'argent du championnat d'Océanie sur route espoirs
- 2024
  - 2e du Grote Prijs Dr. Eugeen Roggeman
- 2025
  - 2e et 3e étapes du Tour du Rwanda
  - Tour de Taïwan : 
    - Classement général
    - 2e étape

  - Circuit des Ardennes international : 
    - Classement général
    - 4e étape

  - 5e et 6e étapes du Tour du Portugal

## Classements mondiaux
| Année                                 | 2022 | 2023 | 2024  |
| ------------------------------------- | ---- | ---- | ----- |
| Classement mondial                    | 330e | 316e | 1502e |
| UCI Oceania Tour                      | 23e  | 23e  | nc    |
|                                       |      |      |       |
| Légende : nc = non classéSource : UCI |      |      |       |